# Jacques Pierre Charles Abbatucci

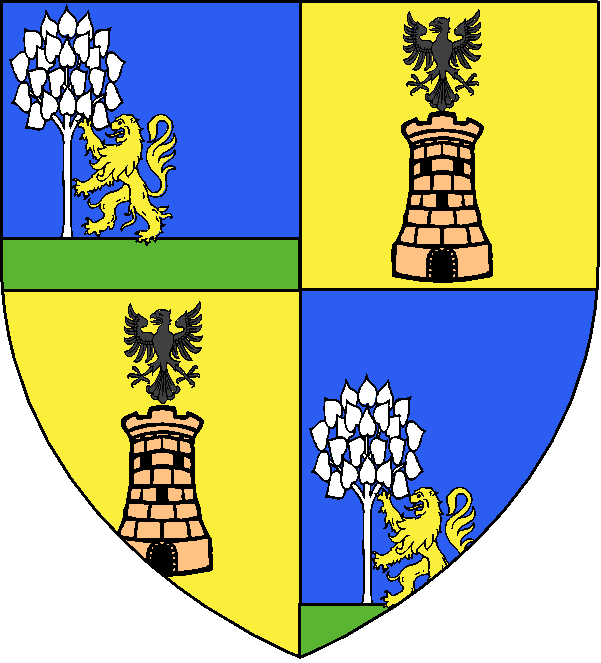
Stemma Abbatucci

Jacques Pierre Charles Abbatucci (Zicavo, 21 dicembre 1792 – Parigi, 11 novembre 1857) è stato un politico francese.

## Biografia
Proveniente da una famiglia di origine corsa - era nipote del generale Jean Charles Abbatucci - studiò legge e divenne procuratore del re a Sartene. Dopo la rivoluzione del 1848, fu deputato del dipartimento del Loiret e fu nominato senatore e Ministro della giustizia sotto l'imperatore Napoleone III, a partire dal 1852 fino alla morte. Esponente del bonapartismo francese, i suoi figli Jean-Charles e Séverin Paul lo seguirono nella carriera politica.